# Ma Wan

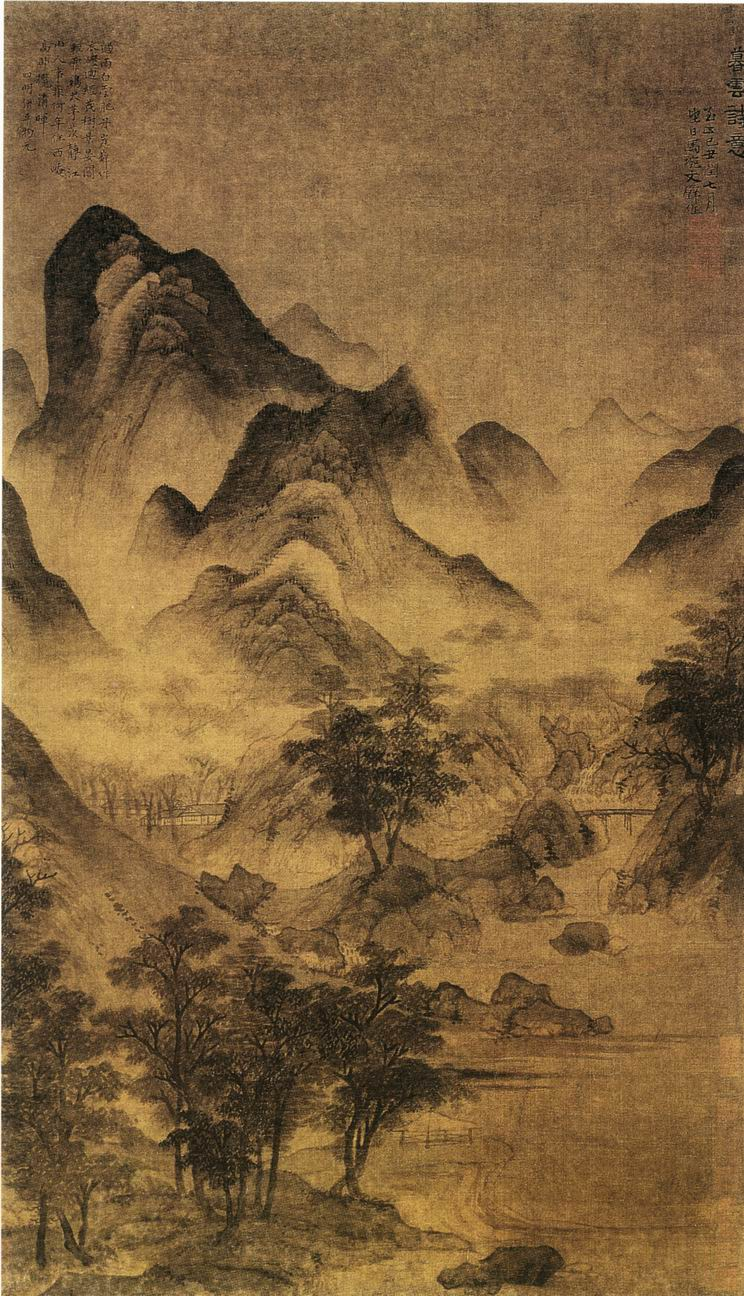
Ma Wan, Báseň oblak soumraku (暮雲詩意圖), Šanghajské muzeum

Ma Wan (čínsky pchin-jinem Mǎ Wǎn, znaky zjednodušené 马琬, tradiční 馬琬) byl čínský malíř, kaligraf a básník jüanského období aktivní v polovině 14. století.

## Jména
Ma Wan používal zdvořilostní jméno Wen-pi (čínsky pchin-jinem Wénbì, znaky 文璧) a pseudonymy Lu-tun-šeng (čínsky pchin-jinem Lǔdùnshēng, znaky zjednodušené 鲁钝生, tradiční 魯鈍生, volně „Špatný student“) a Kuan-jüan-žen (čínsky pchin-jinem Guànyuánrén, znaky zjednodušené 灌园人, tradiční 灌園人).

## Život a dílo
Ma Wan pocházel z Ťiang-ningu (dnešní Nanking), žil v Sung-ťiangu. Jeho životní data jsou neznámá, aktivní byl od poloviny 20. do poloviny 60. let 14. století. Byl žákem malíře a kaligrafa Jang Wej-čena. Maloval krajiny ve stylu Chuang Kung-wanga, nejstaršího ze čtyř jüanských mistrů.